# 聖加侖州
聖加侖州是一個瑞士東北部的州，為瑞士人口第五大州，人口略多於日內瓦州，面積排名第六。聖加侖州行政中心為聖加侖，為瑞士第八大城鎮，僅次於溫特圖爾及盧塞恩。

## 地理
聖加侖州北隔博登湖（康斯坦斯湖）與德國巴伐利亞州相望。東面是萊茵河谷，萊茵河的對岸就是奧地利和列支敦士登。南邊格勞賓登、格拉魯斯及施維茨等州份接壤。西鄰蘇黎世州及圖爾高州。另外，內、外阿彭策爾兩個半州完全篏在聖加侖州之內。
北部的博登湖與萊茵河邊是低地，地勢向南邊的山地升高，州內四份一土地是森林，超過一半面積是阿爾卑斯草地。

## 歷史
聖加侖州代表了聖加侖修道院所屬的土地。1798年拿破崙成立的赫爾維蒂共和國把聖加侖州的範圍被劃入森蒂斯州內，之後，聖加侖州恢復獨立身份於1803年加入瑞士邦聯，並於1890年立憲。

## 經濟

### 農業
高地的農業以飼養牛隻及出產牛奶為主，低地則以種植水果及出產酒類為主。

### 工業
聖加侖州的工業有光學產品、煙火、化學品及醫藥。
旅遊業在當地也擔當很重要的位置，在巴德·拉加兹的溫泉及州內的大量滑雪場都吸引大量遊客到來。

## 行政區劃分

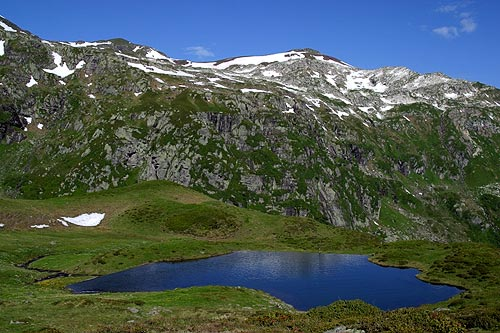
聖加侖州的穆尔格湖

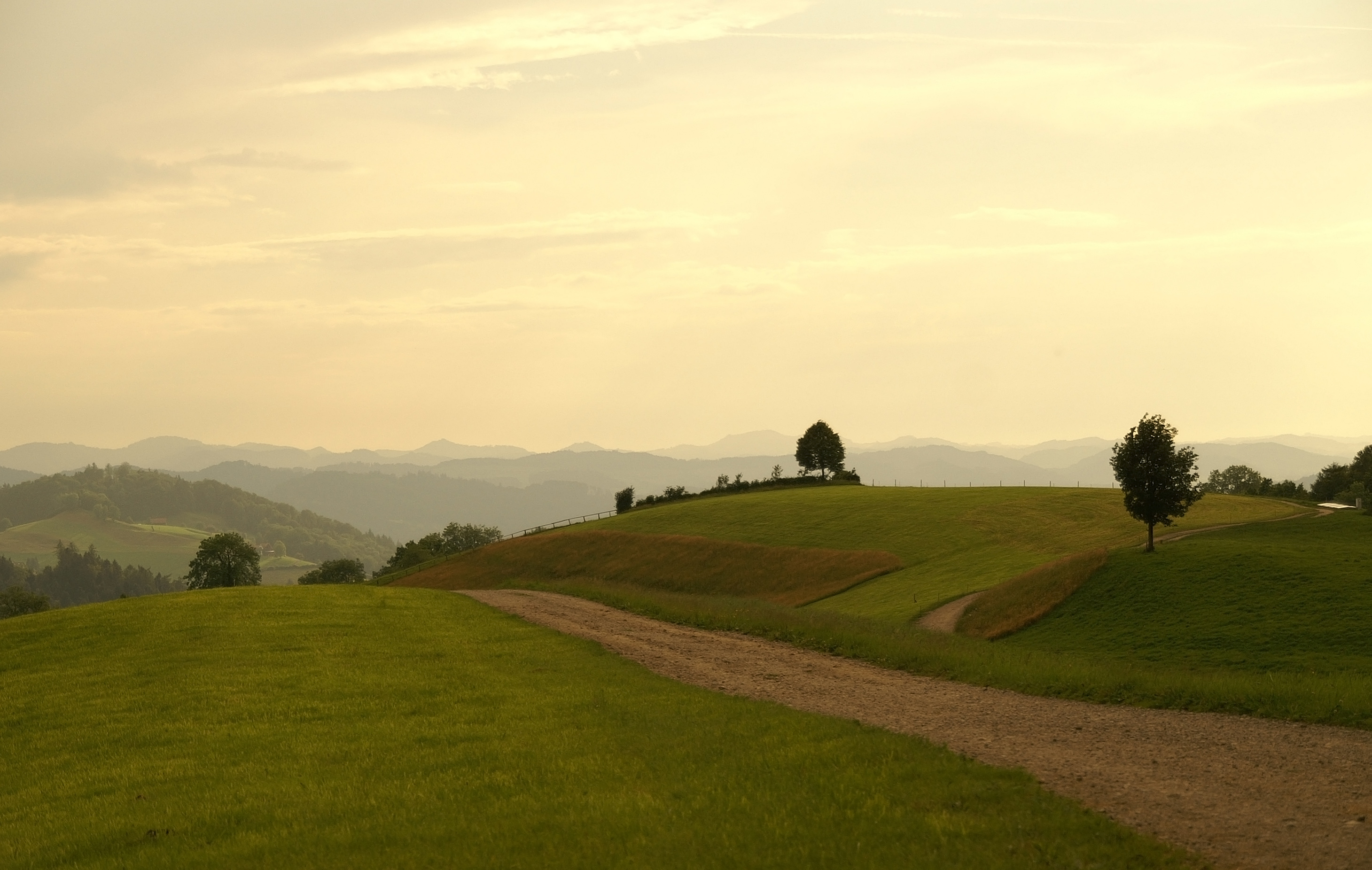
聖加侖附近的风景

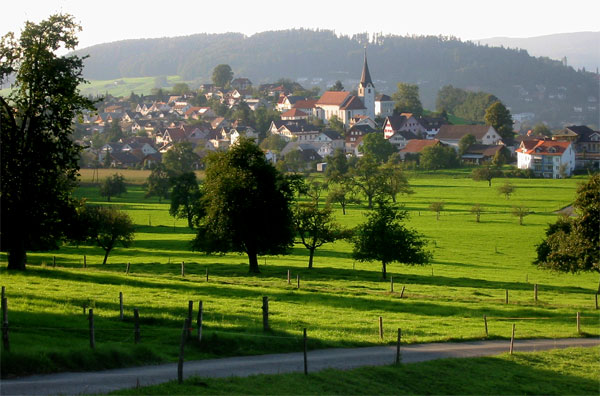
維爾區村落一景

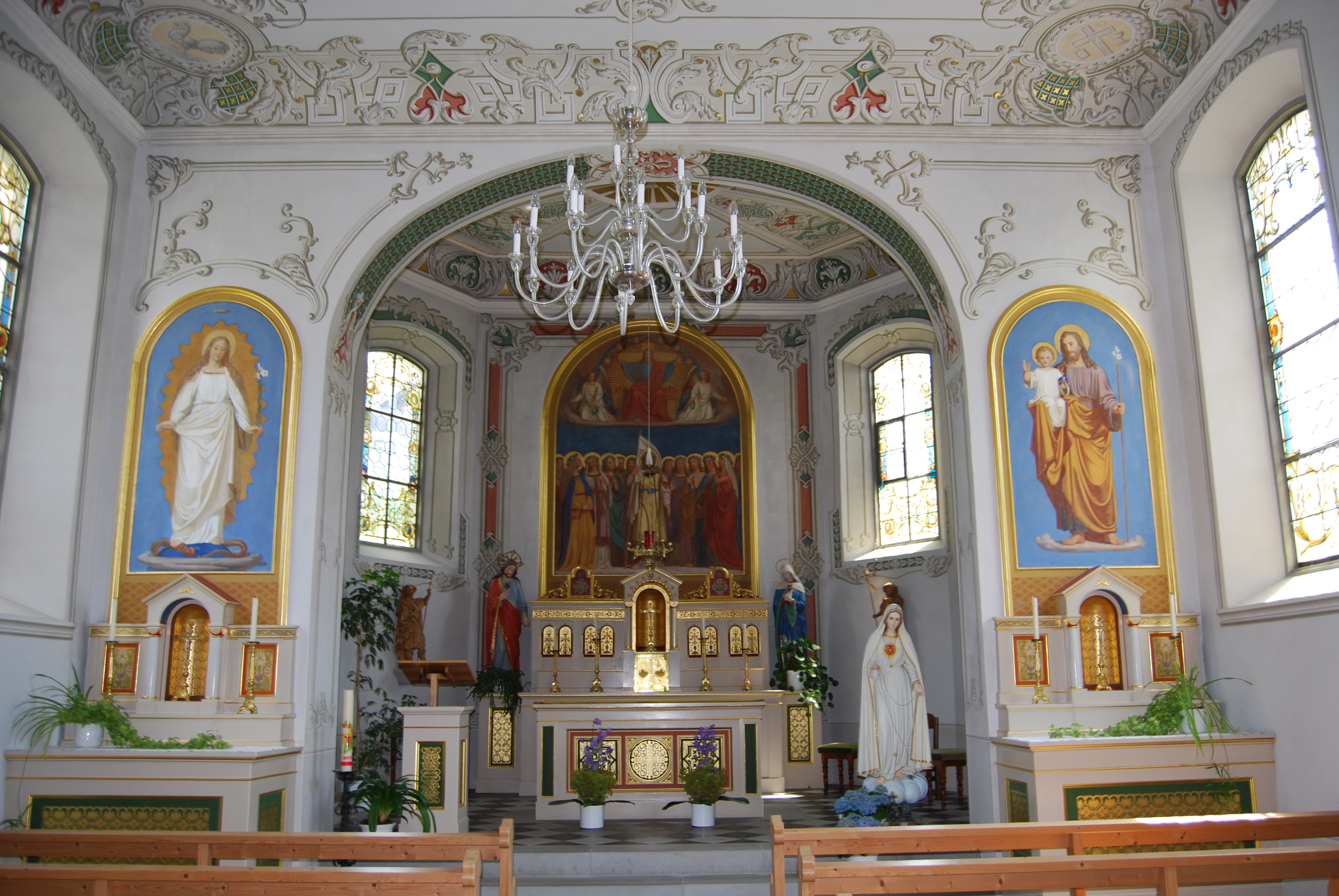
湖-加斯特區教堂內部景

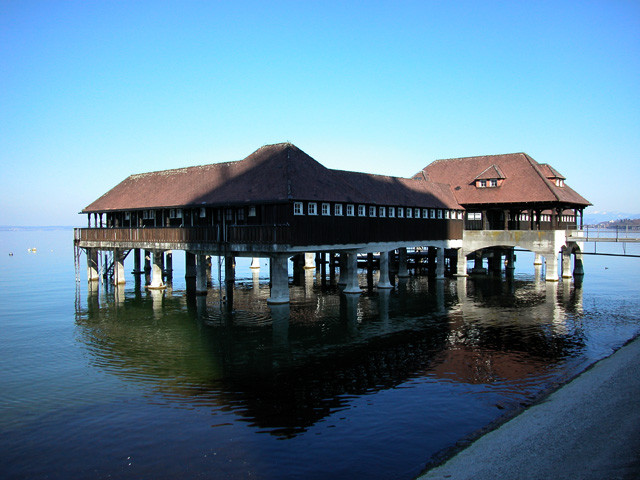
羅爾莎赫區湖濱一景

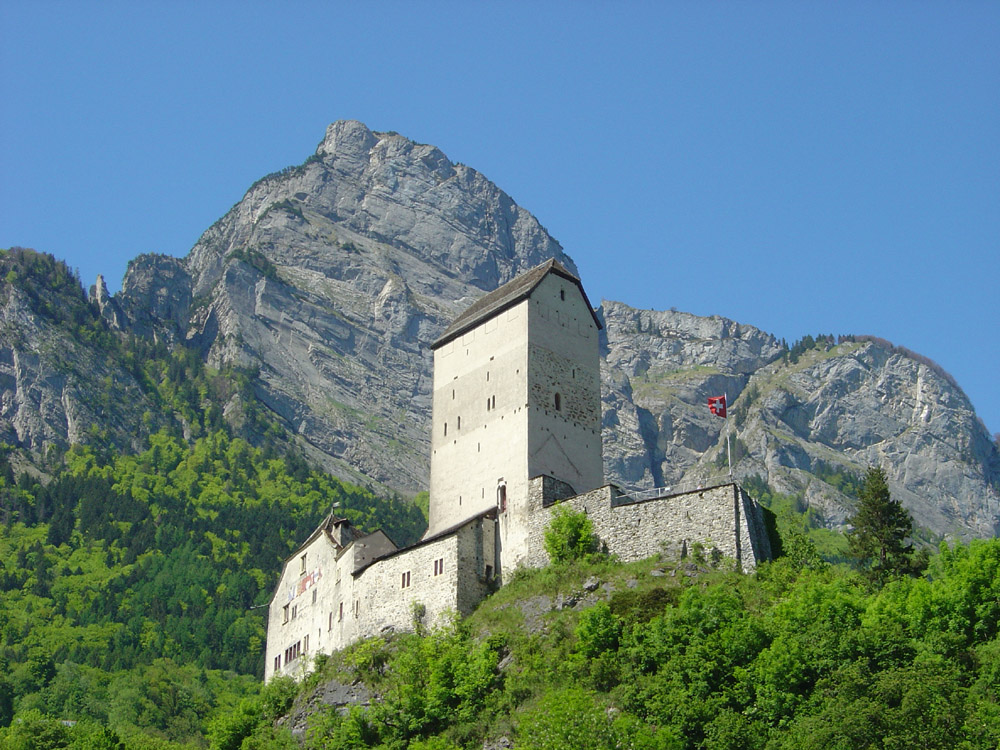
薩爾甘斯堡一景

自2003年起，聖加侖州的行政劃分以選區代替了原來的區，這與瑞士大部分州份不同。聖加侖州共分8個選區，轄下再分為75個市鎮，列表如下：
- 聖加侖（德语：Wahlkreis St. Gallen）
  - 居民人數：130,083
  - 轄下市鎮：聖加侖市、埃格斯里特、維滕巴赫、黑根施維爾、穆奧倫、瓦爾德基希、安德維爾、戈紹和蓋瑟瓦德

- 維爾（德语：Wahlkreis Wil）
  - 居民人數：79,437
  - 轄下市鎮：永施維爾、上烏茲維爾、烏茨維爾、弗拉維爾、代格斯海姆、維爾、楚茨維爾、上比倫、下比倫和下赫芬施維爾

- 萊茵左岸（德语：Wahlkreis Rheintal）
  - 居民人數：77,829
  - 轄下市鎮：萊茵埃克、聖馬格雷滕、奧鎮、伯內克、巴爾加赫、迪波德紹、維德瑙、雷布斯泰因、馬巴赫、阿爾特施泰滕、艾希貝格、上里特和呂蒂

- 湖-加斯特（德语：Wahlkreis See-Gaster）
  - 居民人數：72,228
  - 轄下市鎮：安登、韋森、谢尼斯、本肯、卡特布倫、戈米斯瓦尔德、烏茨納赫、施梅里孔、拉珀斯維爾-約納, 埃申巴赫

- 托根堡（德语：Wahlkreis Toggenburg）
  - 居民人數：48,727
  - 轄下市鎮：维尔德豪斯-舊聖約翰（德语：Wildhaus-Alt St. Johann）、施泰因、內斯勞（德语：Nesslau）、埃布納特-卡佩爾、瓦特維爾、利希滕施泰格、上赫芬施維爾、內克塔爾、克里瑙、比奇維爾-甘特施維爾（德语：Bütschwil-Ganterschwil）、呂蒂斯堡、莫斯南、基希贝格

- 羅爾莎赫（德语：Wahlkreis Rorschach）
  - 居民人數：45,429
  - 轄下市鎮：默施維爾、戈達赫、施泰納赫（德语：Steinach SG）、貝格、蒂巴赫、下埃根、羅爾沙赫貝格、羅爾沙赫和塔爾

- 薩爾甘斯鄉（德语：Wahlkreis Sarganserland）
  - 居民人數：43,967
  - 轄下市鎮：萨尔甘斯、維爾特斯-旺斯、巴特拉加茨、普費弗斯、默爾斯、弗盧姆斯、瓦倫施塔特和夸爾滕

- 威爾登貝格（德语：Wahlkreis Werdenberg）
  - 居民人數：42,068[2]
  - 轄下市鎮：森瓦尔德、加姆斯、格拉布斯、布克斯、塞沃倫和瓦陶

## 外部連結
- （德文）聖加侖州官方網站 （页面存档备份，存于）
- （德文）聖加侖市主頁 （页面存档备份，存于）